# Marie de Médicis
Pour les articles homonymes, voir Marie de Médicis (homonyme).
Titres
Régente du royaume de France
14 mai 1610 – 2 octobre 1614 
(4 ans, 4 mois et 18 jours)
Reine de France et de Navarre
17 décembre 1600 – 14 mai 1610
(9 ans, 4 mois et 27 jours)
Signature
Marie de Médicis (en italien Maria de' Medici), née le 26 avril 1575 à Florence et morte le 3 juillet 1642 à Cologne, est une reine de France et de Navarre de 1600 à 1610 par son mariage avec Henri IV. Veuve en 1610, elle assure la régence au nom de son fils, le roi Louis XIII, jusqu'au 28 septembre 1614. Elle devient chef du Conseil du roi à la suite du lit de justice du 2 octobre 1614, et ce jusqu'en 1617, date de la prise de pouvoir de son fils.

## Biographie

### Enfance

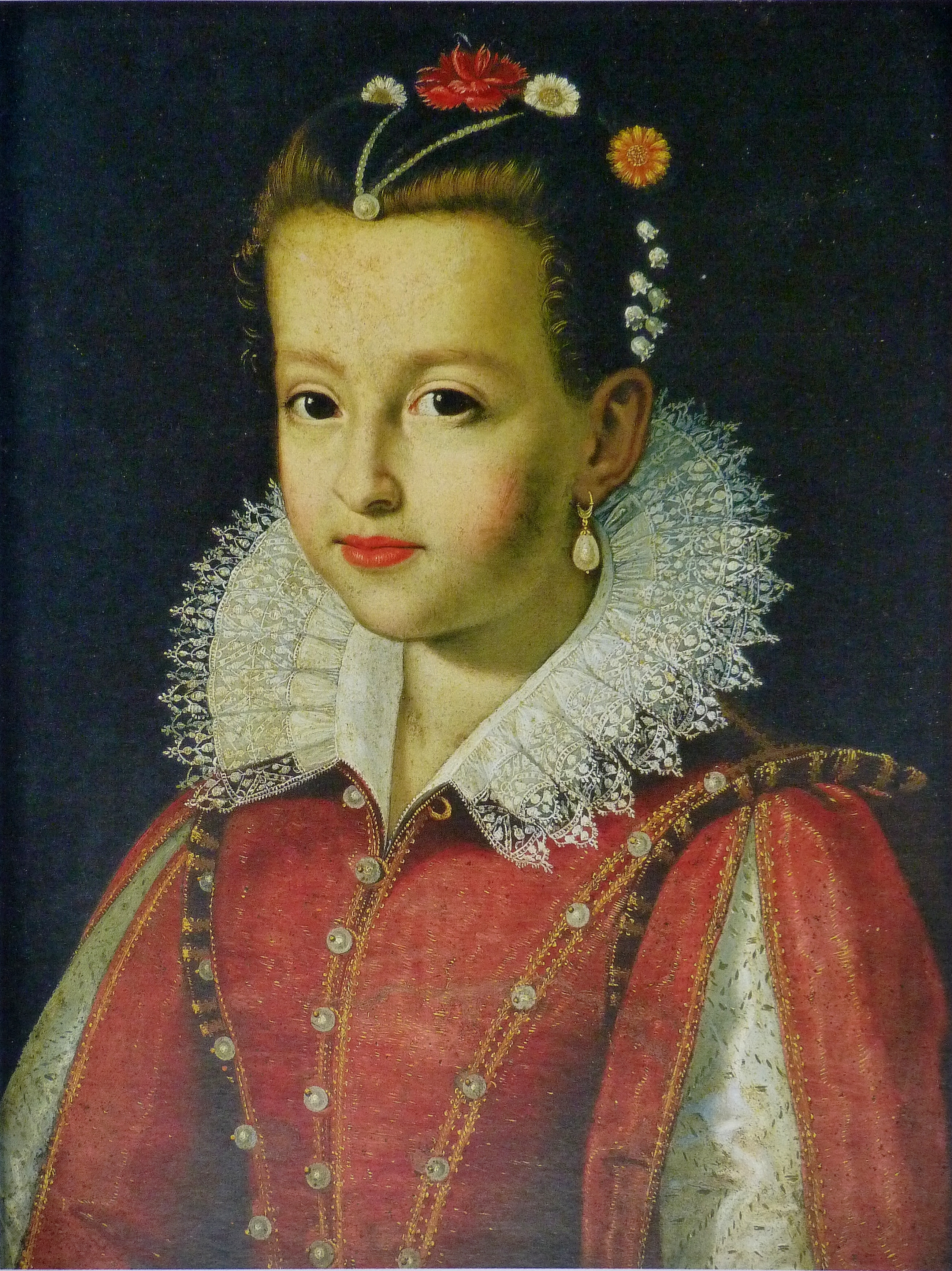
Marie de Médicis enfant.

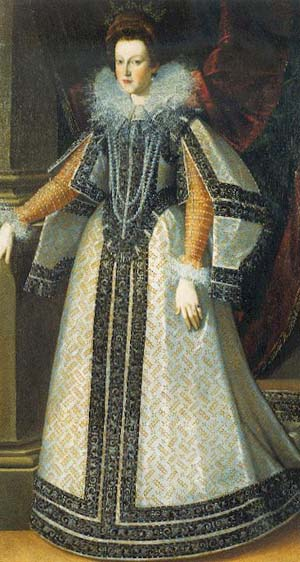
Marie de Médicis, vers 1595
par Pietro Facchetti.

Marie est le sixième enfant de François Ier de Médicis (1541–1587), grand-duc de Toscane, et de Jeanne d'Autriche (1548–1578), archiduchesse d'Autriche, fille de Ferdinand Ier du Saint-Empire et d’Anne Jagellon. Sa mère meurt des suites de couches alors qu'elle a deux ans et son père se remarie avec sa maîtresse, Bianca Cappello qui devient grande-duchesse. Les quatre enfants survivants du duc et de la défunte Jeanne, Eléonore, Anne, Marie et le cadet Philippe vivent au Palais Pitti avec les enfants de la sœur du grand-duc, Isabelle de Médicis, Virginio et Léonore. Les enfants étudient les sciences, les mathématiques, la philosophie, l'astronomie ainsi que les arts.
Marie passe une enfance triste et solitaire, au palais Pitti à Florence ; elle a pour seuls compagnons ses deux sœurs, Anne et Éléonore, et un frère, Philippe. Son frère et sa sœur Anne mourront tous deux très jeunes, il ne lui restera que sa sœur aînée Éléonore qui, quelques années plus tard, sera mariée au duc de Mantoue. Après le mariage de sa sœur en 1584, il ne lui restera pour seul compagnon de jeux que son cousin germain Virginio Orsini sur qui elle reporte toute son affection. Après le départ d'Éléonore, sa marâtre fait venir une compagne au Palais Pitti pour Marie, une jeune fille du nom de Dianora Dori qui sera rebaptisée Léonora. Cette jeune fille de quelques années plus âgée que Marie va prendre sur cette dernière une très grande influence au point que Marie ne décidera plus rien sans lui en parler d'abord.
Le 19 octobre 1587, François Ier de Médicis et Bianca Cappello meurent l'un après l'autre en l'espace de quelques heures. Orpheline, Marie est considérée comme l'héritière la plus riche d'Europe.
Son oncle Ferdinand Ier de Médicis monte sur le trône de Toscane et épouse Christine de Lorraine, petite-fille de la reine de France Catherine de Médicis. Nonobstant son désir de donner un héritier à sa dynastie, il fait donner à ses neveux et nièces orphelins une bonne éducation. Marie apprécie particulièrement les disciplines scientifiques et notamment les sciences naturelles, et se passionnera pour les bijoux, les pierres précieuses. Très dévote, elle est réputée avoir peu de jugement et de largeur d'esprit et dépendre terriblement de son entourage.
Proche des artistes de sa Florence natale, elle est formée au dessin par Jacopo Ligozzi, où elle se montre très douée ; elle joue aussi de la musique (chant et pratique de la guitare et du luth), apprécie le théâtre et la danse et jouer la comédie.
Physiquement, elle devient une femme de belle prestance, assez grande. Elle a le teint blanc, de petits yeux et des cheveux châtains.
La richesse des Médicis attire vers Marie de nombreux prétendants, notamment le comte de Vaudémont, frère cadet de Christine de Lorraine, grande-duchesse de Toscane, mais surtout tante et tutrice de Marie.
Mais un parti plus prestigieux se présente, le roi de France Henri IV.

### Reine de France

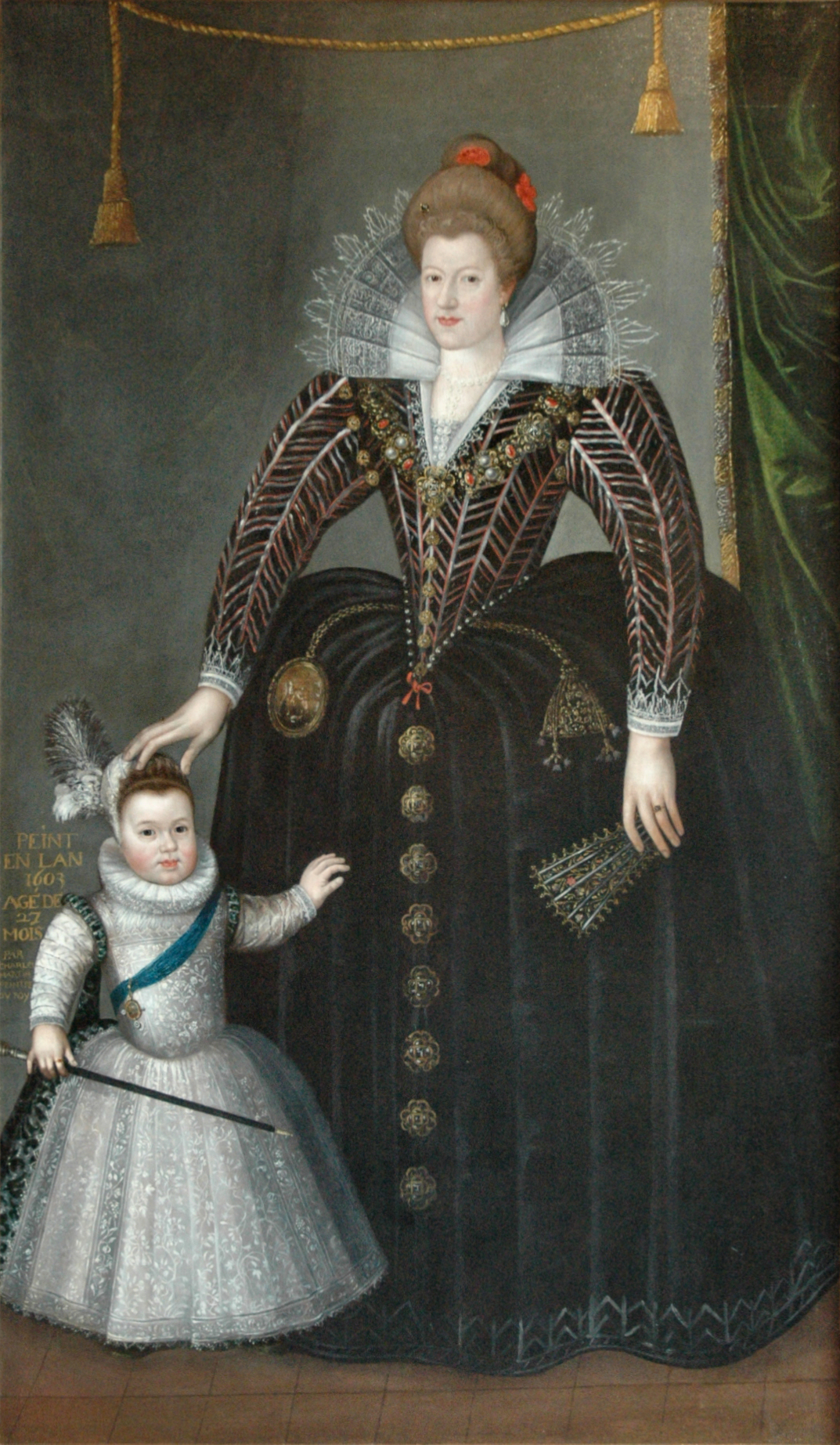
Marie de Médicis et son fils en 1603
par Charles Martin.

Le mariage d'Henri IV avec Marie de Médicis répond avant tout pour le roi de France à des préoccupations dynastiques et financières. En effet, Marie de Médicis est la petite-fille de l’empereur romain germanique Ferdinand Ier, ce qui permet d’assurer légitimement une descendance royale en France. De plus les Médicis, banquiers créanciers du roi de France, promettent une dot d'un montant total de 600 000 écus d'or (2 millions de livres dont 1 million payé au comptant pour annuler la dette contractée par la France auprès de la banque Médicis), ce qui vaudra à la reine le surnom de « la grosse banquière » (expression de sa rivale jalouse, la maîtresse du roi Catherine Henriette de Balzac d'Entragues).
Le contrat de mariage est signé à Paris en mars 1600 et les cérémonies officielles sont organisées en Toscane et en France du mois d’octobre au mois de décembre de la même année : le mariage par procuration a lieu à Florence en l'absence du roi qui a délégué une forte ambassade et son favori Roger de Bellegarde qui « épouse » Marie le 5 octobre dans la cathédrale Sainte-Marie-de-la-Fleur. La future reine quitte Florence pour Livourne le 23 octobre, accompagnée de deux mille personnes qui constituent sa suite, et embarque ensuite pour Marseille qu'elle atteint le 3 novembre suivant. C'est Antoinette de Pons, marquise de Guercheville et dame d'honneur de la future reine, qui est chargée de l'accueillir à Marseille. La marquise a si bien su résister aux projets galants du roi que celui-ci lui a dit : « Puisque vous êtes réellement dame d'honneur, vous la serez de la reine ma femme ». À sa grande fureur, Marie constate que son époux royal ne s'est même pas déplacé pour l'accueillir. Après son débarquement, Marie de Médicis rejoint Lyon le 3 décembre. Ils se rencontrent enfin le 9 décembre et, après le souper, passent leur nuit de noces. Le 17 décembre, le légat pontifical enfin arrivé, donne sa bénédiction à la cérémonie religieuse du mariage dans la cathédrale Saint-Jean de Lyon.

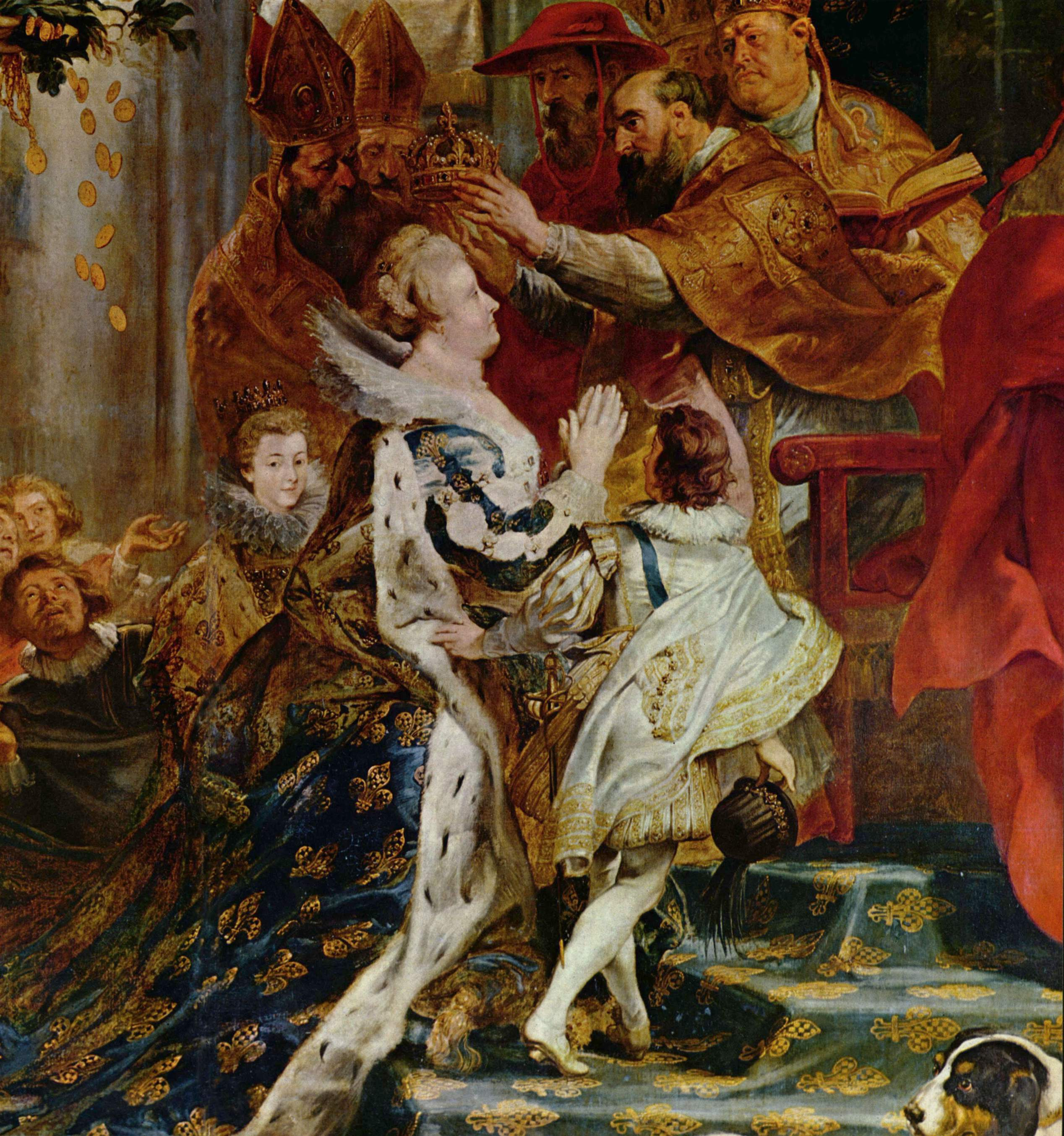
Le cardinal de Joyeuse couronne Marie de Médicis en 1610, par Pierre-Paul Rubens.

Marie de Médicis est rapidement enceinte et met au monde le dauphin Louis le 27 septembre 1601 au grand contentement du roi et du royaume qui attendent la naissance d'un dauphin depuis plus de quarante ans. Marie continue son rôle d'épouse et donne à son mari une nombreuse progéniture (6 enfants en l'espace de 9 ans), excepté les années 1603-1606, période pendant laquelle Henri IV porte ses assiduités vers ses maîtresses.
Marie de Médicis ne s'entend pas toujours avec Henri IV. D'un tempérament très jaloux, elle ne supporte pas ses aventures féminines et les nombreuses indélicatesses de son époux à son égard. En effet, il l'oblige à les côtoyer et lui refuse souvent l'argent nécessaire pour régler toutes les dépenses qu'elle entend réaliser pour manifester à tous son rang royal. Des scènes de ménage ont lieu, suivies de périodes de paix relative. Marie de Médicis tient beaucoup à se faire couronner officiellement reine de France, mais Henri IV, pour diverses raisons, politiques notamment, repousse la cérémonie.
Il faut attendre le 13 mai 1610, et le départ imminent d'Henri IV en guerre pour la succession du duché de Juliers, pour que la reine soit couronnée en la basilique Saint-Denis, afin de conférer une plus grande légitimité à la reine dans la perspective d'une possible régence qu'elle serait appelée à assurer en l'absence du roi. Le lendemain, Henri IV est assassiné par Ravaillac, ce qui soulève d'emblée les suspicions d'une conspiration.

### La régente

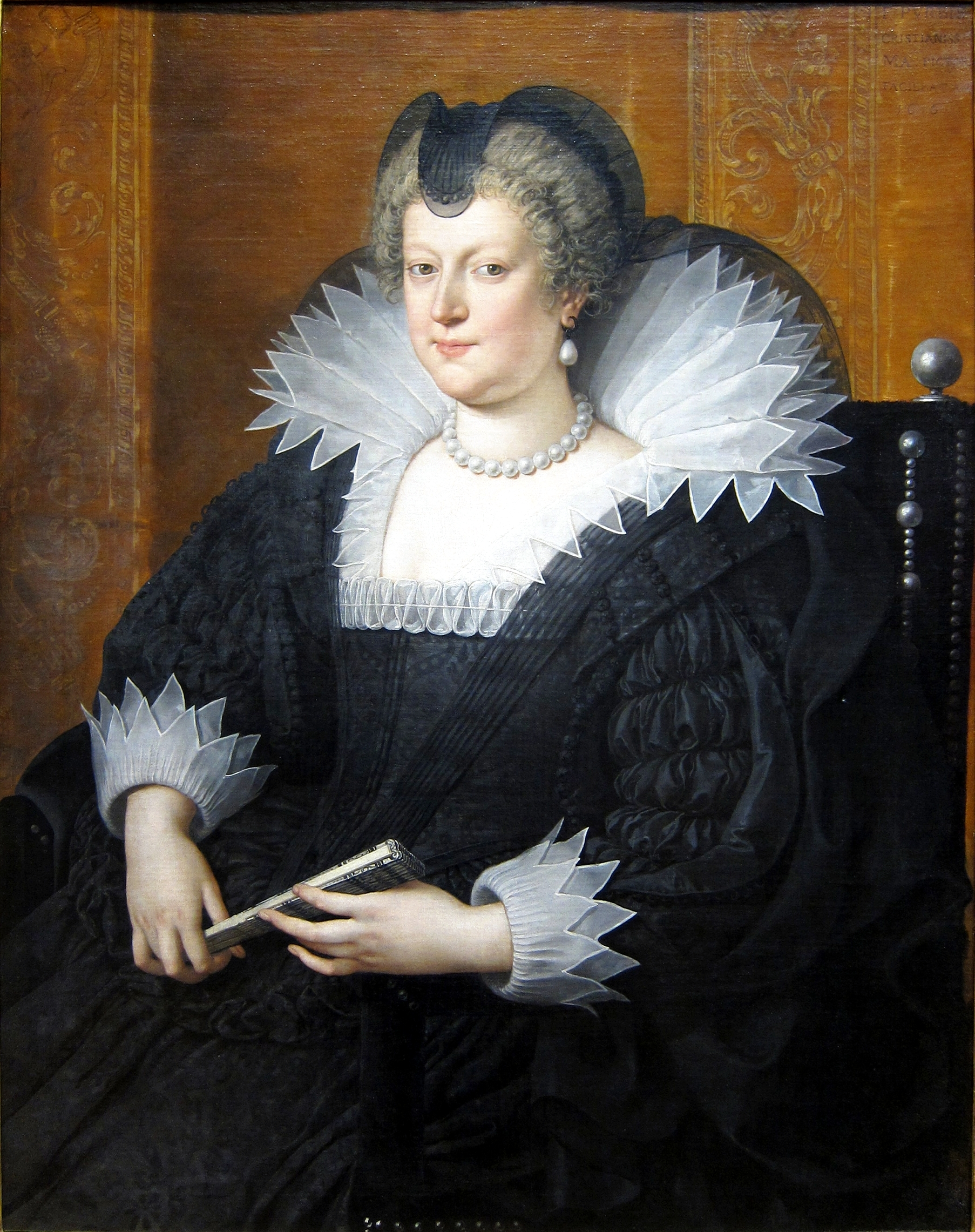
La régente Marie en 1616, par Pourbus

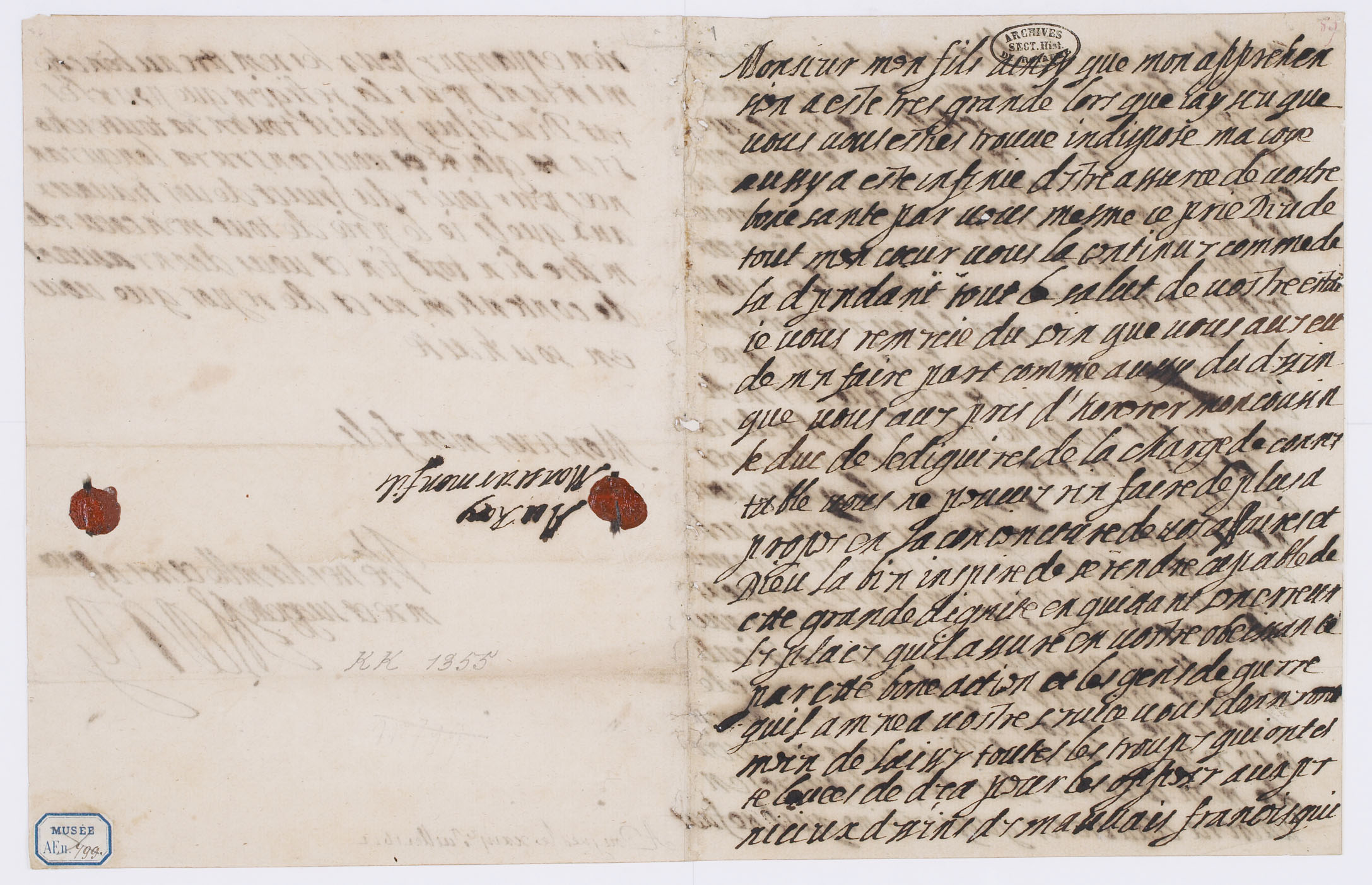
Lettre autographe de Marie de Médicis adressée à Archives Nationales AE-II-799.

Lorsque Henri IV meurt assassiné le 14 mai 1610, Marie de Médicis assure la régence au nom de son fils, Louis XIII, âgé de seulement 8 ans et beaucoup trop jeune pour régner par lui-même. Marie commence par garder les conseillers de son époux. Par la suite, elle s'en sépare et se fait gouverneur de la Bastille. Régente, elle est en position de faiblesse à l'égard de la noblesse du royaume et des voisins européens. Pour affermir son autorité sur le trône de France, elle n'a de cesse de développer un grand protocole emprunté à la cour d'Espagne. Interprète de ballets, collectionneuse, elle déploie un mécénat artistique qui contribue à développer les arts en France. Très vite, elle se rapproche de l'Espagne et concrétise en 1615 un axe catholique avec un double mariage franco-espagnol : son fils, le roi Louis XIII, épouse Anne, infante d'Espagne, et sa fille, Élisabeth, épouse l'infant Philippe IV d'Espagne.
La politique de la reine provoque néanmoins des mécontentements. D'une part, les protestants s'inquiètent du rapprochement de Marie avec Sa Majesté Très Catholique, le roi d'Espagne, Philippe III. D'autre part, Marie de Médicis tente de renforcer le pouvoir monarchique en s'appuyant sur sa dame d'atours, Leonora Galigaï, sa compagne de jeux d'autrefois, et sur l'époux de celle-ci, Concino Concini, ce qui déplaît profondément à une partie de la noblesse française. Remuant la passion xénophobe[non neutre], la noblesse désigne comme responsables de tous les maux du royaume ces immigrés italiens favoris de Marie. Ils s'enrichissent, dit-elle, à ses dépens. Profitant de la faiblesse intrinsèque à une régence, des nobles de grandes familles, le prince de Condé, prince du sang à leur tête, se révoltent contre Marie de Médicis pour obtenir eux aussi titres et compensations financières.
En application du traité de Sainte-Menehould (15 mai 1614), la reine convoque les états généraux à Paris. Le prince de Condé ne parvient pas à structurer son opposition au pouvoir royal. Cependant, Marie de Médicis s'engage à concrétiser l'alliance avec l'Espagne et à faire respecter les thèses du concile de Trente. Les réformes de la paulette et de la taille restent lettre morte. Le clergé joue le rôle d'arbitre entre le tiers état et la noblesse qui ne parviennent pas à s'entendre. Le lieutenant civil Henri de Mesmes déclarant ainsi que les ordres étaient frères et enfants d'une mère commune, la France, un des représentants de la noblesse lui répond qu'il se refuse à être le frère d'un enfant de cordonnier ou de savetier. Cet antagonisme profite à la Cour qui prononce bientôt la clôture des états généraux. La régence est officiellement close à la suite du lit de justice du 2 octobre 1614 qui déclare Louis XIII majeur, mais Marie de Médicis devient alors chef du Conseil du roi de France, et dans les faits garde tout son pouvoir.
Une période de calme relatif suit les cérémonies du mariage de Louis XIII avec Anne d'Autriche le 21 novembre 1615 à Bordeaux.
Un an après la fin des états généraux, une nouvelle rébellion de Condé permet son entrée au Conseil du roi par le traité de Loudun du 3 mai 1616, qui lui accorde également la somme d'un million et demi de livres et le gouvernement de la Guyenne.
Pendant ce temps, les protestants obtiennent un sursis de six ans à la remise de leurs places de sûreté au pouvoir royal.
En 1616, les exigences de Condé deviennent si importantes que Marie le fait arrêter le 1er septembre et conduire à la Bastille. Le duc de Nevers prend la tête de la noblesse en révolte. Le 25 novembre 1616, Richelieu est nommé secrétaire d'État pour la guerre et les Affaires étrangères.
C'est bien des années après, lorsque Marie de Médicis est exilée par son fils, que naît lentement la légende noire de Marie de Médicis : on parle alors de montée en puissance de ses favoris italiens, du gaspillage financier causé par l'appétit financier de la reine et de son entourage, de la maladresse et de la corruption de sa politique qui auraient dominé sous son gouvernement. Par ailleurs, la reine et le roi son fils s'entendent mal. Se sentant humilié par la conduite de sa mère, qui monopolise le pouvoir, Louis XIII organise un coup d'État, le 24 avril 1617 (appelé « un coup de majesté »), en faisant assassiner Concino Concini par le marquis de Vitry. Concini est tué à l'entrée du Louvre par les gardes du roi, et son corps est profané par la foule parisienne, signe de la profonde impopularité dont il souffrait. Prenant le pouvoir, il exile la reine-mère au château de Blois. Cet acte est accompli sous le conseil du duc de Luynes, devenu l'un des principaux conseillers et proches de Louis XIII, qui lui conseilla de s'émanciper de l'influence maternelle. L’épouse de Concini, Léonora Galigaï, est quant à elle accusée de sorcellerie et exécutée en place publique, tandis que tous leurs biens sont confisqués et redistribués aux proches du roi, notamment au profit de Luynes, qui en tire un grand bénéfice personnel.

### Le retour politique

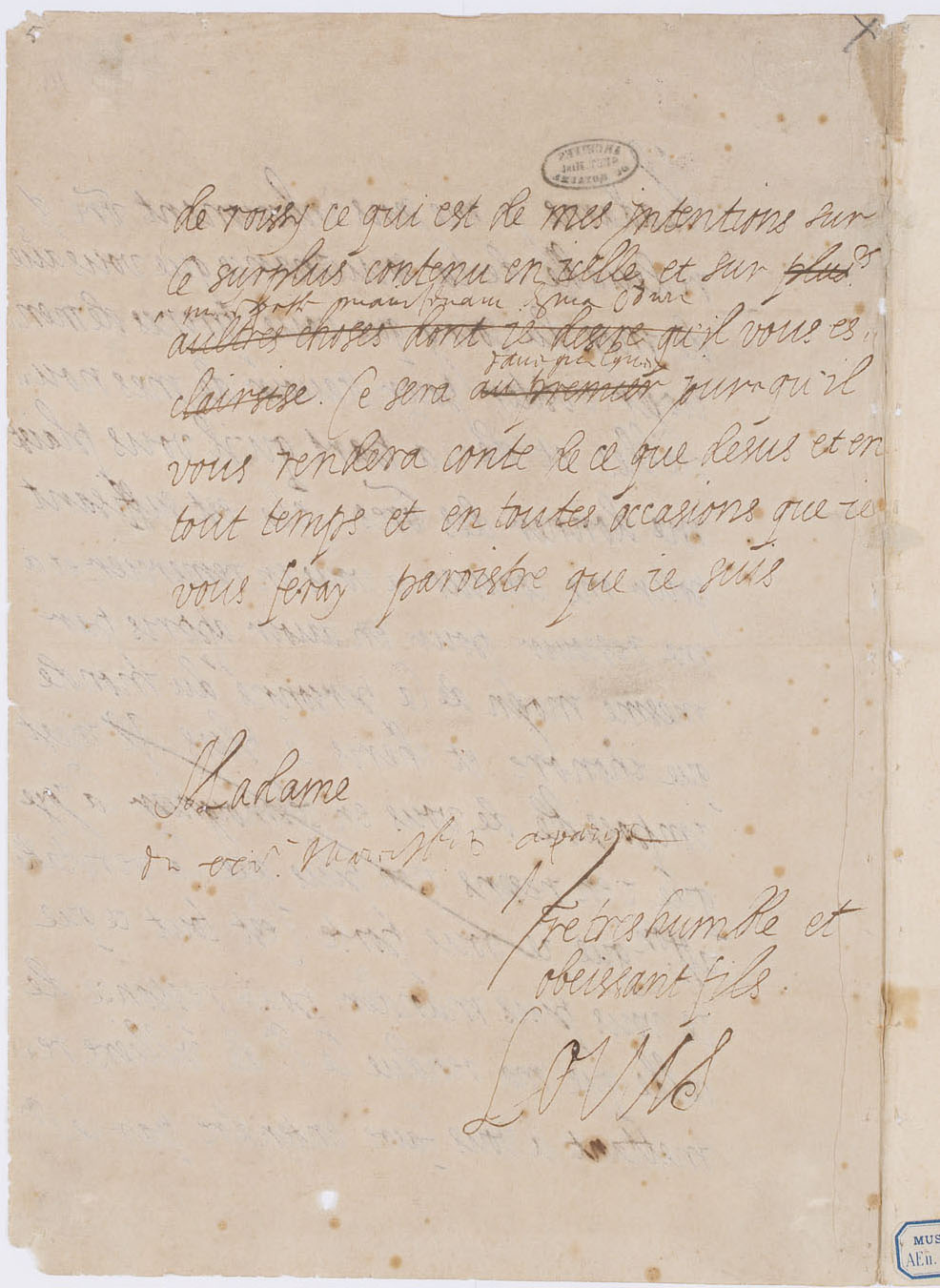
Lettre de à sa mère, Marie de Médicis, 21 mars 1618. Archives nationales AE/II/789.

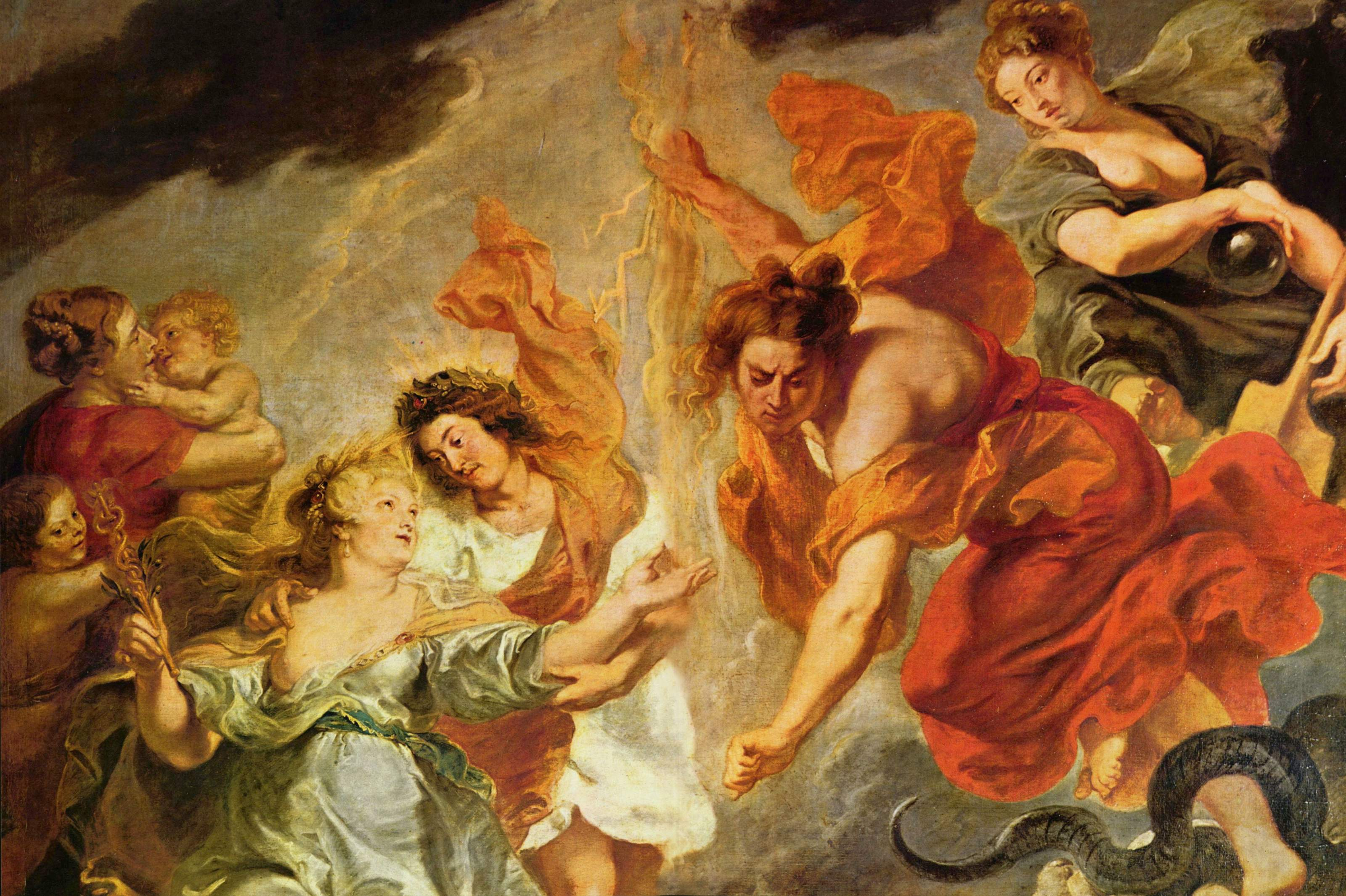
La réconciliation de la mère et du fils, toile de Rubens pour le palais du Luxembourg (1622-1625) (Louvre).

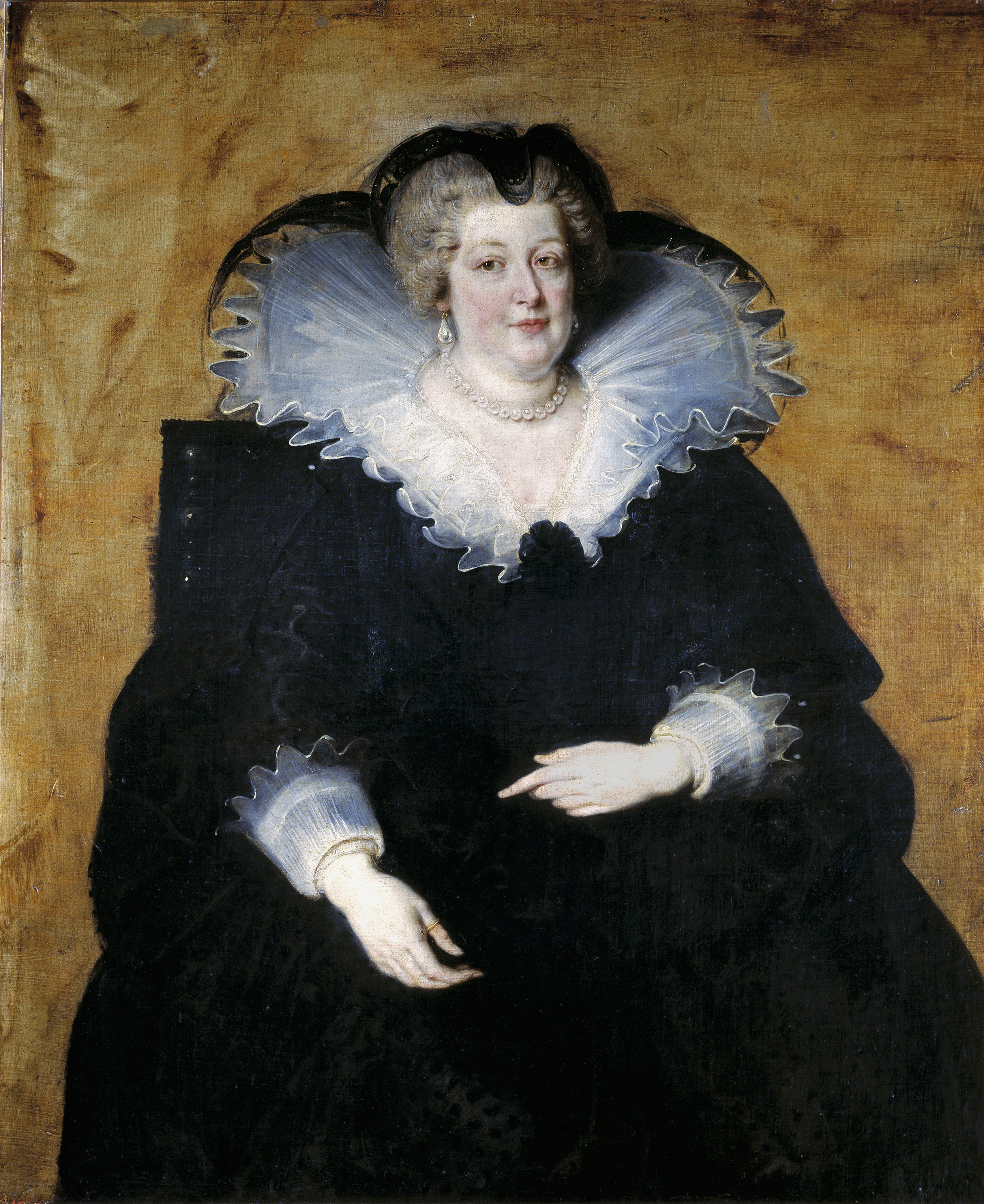
Marie de Médicis en 1622 par Rubens

Le 22 février 1619, la reine, qui a 43 ans, s'échappe de sa prison par une échelle de corde, franchissant un mur de 40 m éboulé. Des gentilshommes lui font passer le pont de Blois et des cavaliers envoyés par le duc d’Épernon l'escortent dans son carrosse. Elle se réfugie dans le château d'Angoulême puis provoque un soulèvement contre le roi son fils (« guerre de la mère et du fils »). Un premier traité, le traité d'Angoulême, négocié par Richelieu, apaise le conflit.
Mais la reine-mère n'est pas satisfaite : elle relance la guerre l'année suivante en ralliant à sa cause les Grands du royaume (« deuxième guerre de la mère et du fils »). La coalition nobiliaire est rapidement défaite à la bataille des Ponts-de-Cé par le roi qui pardonne à sa mère et aux princes.
Conscient qu'il ne peut éviter la formation de complots tant que Marie de Médicis reste en exil, le roi accepte son retour à la Cour. Elle revient alors à Paris, où elle s'attache à la construction de son palais du Luxembourg. Après la mort de Charles d'Albert, duc de Luynes, en décembre 1621, elle effectue peu à peu son retour politique. Richelieu joue un rôle important dans sa réconciliation avec le roi. Il parvient même à faire revenir la reine-mère au Conseil du roi.

### Le mécénat artistique
Dès son mariage avec Henri IV, la reine pratique un mécénat artistique ambitieux, et place sous sa protection plusieurs peintres, sculpteurs et lettrés. Pour ses appartements au château de Fontainebleau, le peintre d'origine anversoise Ambroise Dubois est recruté afin d'orner son cabinet d'une série de peintures sur le thème des Éthiopiques d'Héliodore, et peint pour sa galerie un important décor sur le thème de Diane et Apollon, évocations mythologiques du couple royal. Au Louvre, la reine se fait aménager un luxueux appartement au premier étage, puis déménage en 1614 dans un nouvel appartement au rez-de-chaussée, qu'elle fait orner de lambris, et de peintures d'Ambroise Dubois, Jacob Bunel, Guillaume Dumée, et Gabriel Honnet sur le thème de la Jérusalem délivrée du Tasse (dont la traduction par Antoine de Nervèze fut sa première lecture en langue française).
La reine s'entoure également de portraitistes, tels Charles Martin et surtout le flamand Frans Pourbus le Jeune.
Pendant et après la régence, Marie de Médicis joue un grand rôle dans l'essor de la vie artistique parisienne en s'attachant à la construction et la décoration du palais du Luxembourg, et en finançant des campagnes de travaux dans plusieurs couvents et églises de la capitale. Elle tente notamment d'attirer à Paris plusieurs artistes de grande envergure : elle fait venir L'Annonciation de Guido Reni, se fait offrir une suite de Muses peintes par Giovanni Baglione, invite pour une courte période le peintre Orazio Gentileschi (en 1623-1625), et surtout Rubens qu'elle fait venir d'Anvers pour l'exécution d'une galerie de peintures (composées entre 1622 et 1625) consacrées à sa vie (le cycle de Marie de Médicis aujourd'hui au musée du Louvre) pour le palais du Luxembourg. Ses tentatives pour convaincre Pierre de Cortone et Guerchin de rejoindre Paris se solderont par un échec, mais le palais du Luxembourg devient pendant la décennie 1620 l'un des chantiers décoratifs les plus actifs d'Europe : des sculpteurs comme Guillaume Berthelot et Christophe Cochet, des peintres comme Jean Mosnier ou le jeune Philippe de Champaigne, et même Simon Vouet à son retour à Paris, participent aux décors des appartements de la reine-mère.

### La chute et l'exil

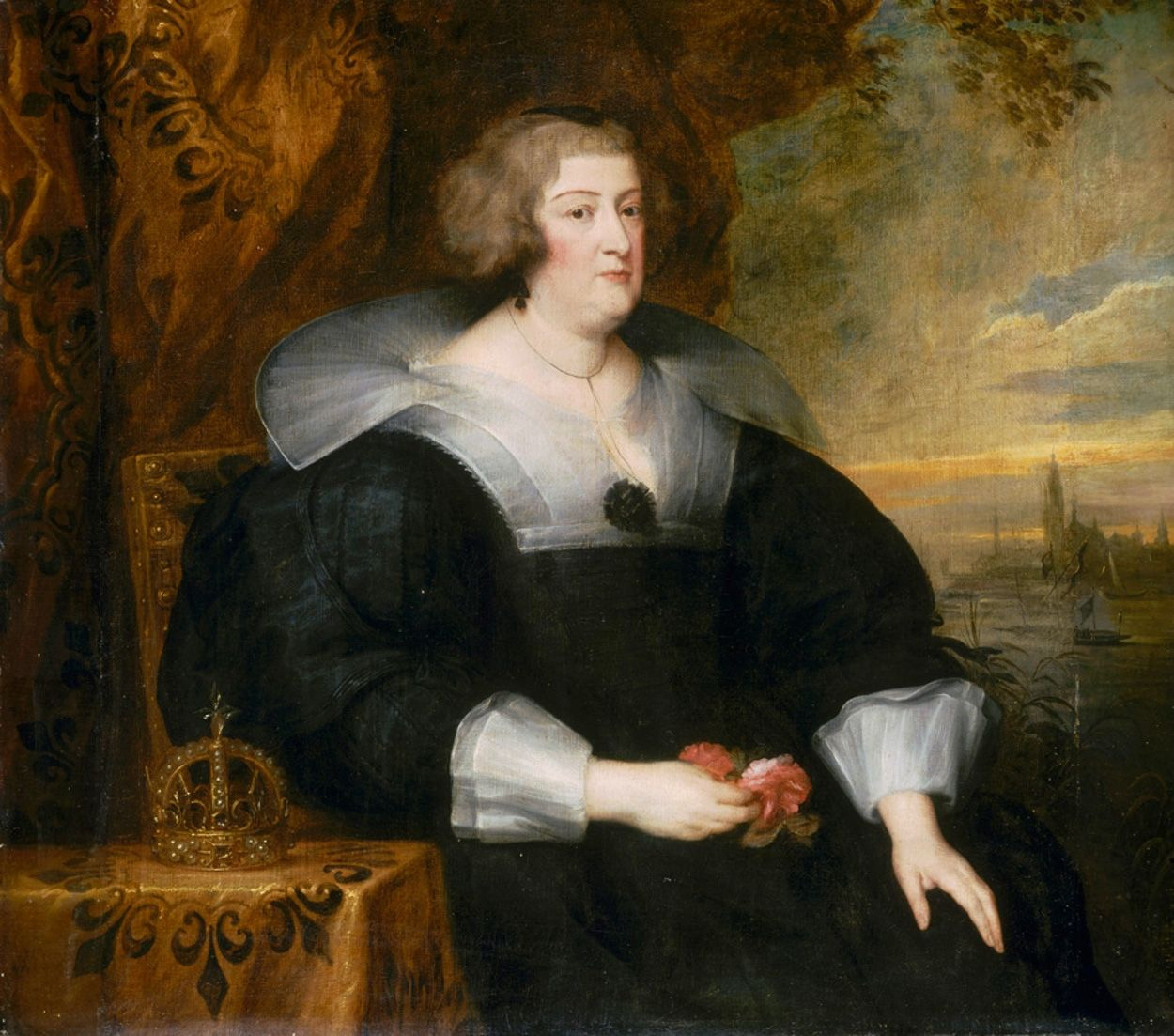
Marie de Médicis en exil par Van Dyck.

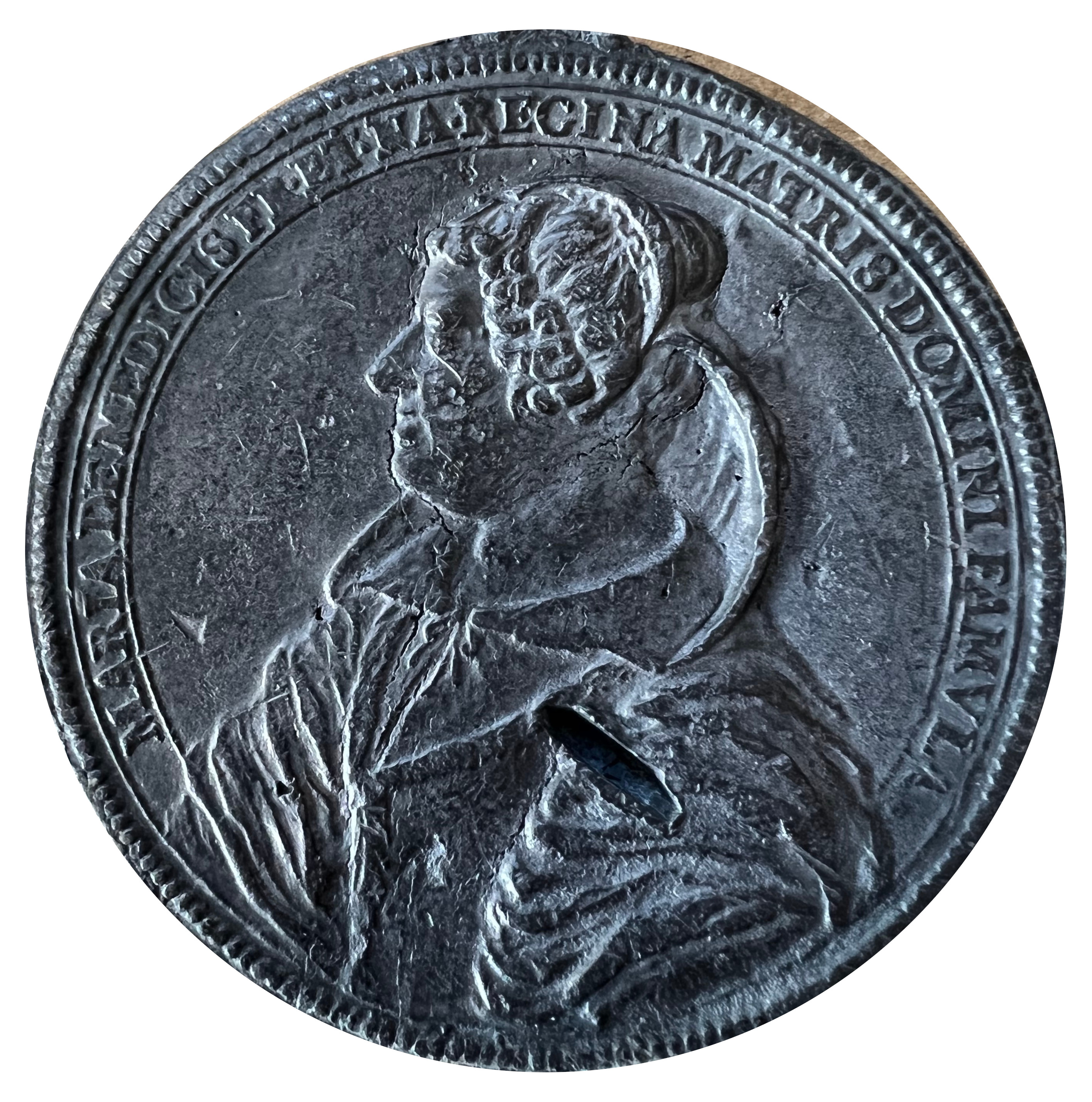
Médaille gravée en son honneur par l'Académie des Palinods de Rouen, en 1644.

Marie de Médicis continue à fréquenter le Conseil du roi en suivant les conseils du cardinal de Richelieu, qu'elle a introduit auprès du roi comme ministre. Au fil des ans, elle ne s'aperçoit pas de la puissance montante de ce protégé et client. Quand elle en prend conscience, elle rompt avec le cardinal et cherche à l'évincer. Ne comprenant toujours pas la personnalité du roi son fils, et croyant encore qu'il lui sera facile d'exiger de lui la disgrâce de Richelieu, elle tente d'obtenir le renvoi du ministre. Après la Journée des Dupes, le 12 novembre 1630, Richelieu reste le principal ministre et Marie de Médicis est contrainte de se réconcilier avec lui.
Elle décide finalement de se retirer de la cour. Le roi, la jugeant trop intrigante, l'incite à partir au château de Compiègne. De là, elle s'enfuit le 19 juillet 1631 vers Étrœungt (comté de Hainaut) où elle dort avant de se rendre à Bruxelles. Elle compte y plaider sa cause. Cette évasion n'était qu'un piège politique tendu par son fils qui avait retiré les régiments gardant le château de Compiègne. Réfugiée auprès des ennemis espagnols de la France, Marie de Médicis est privée de son statut de reine de France, et donc de ses pensions.
Son aumônier Mathieu de Morgues, qui lui est resté fidèle dans son exil, rédige des pamphlets contre Richelieu qui circulent en France clandestinement. Pendant ses dernières années, la reine voyage dans les cours européennes, aux Pays-Bas espagnols auprès de l'Infante Isabelle et de l'ambassadeur Balthazar Gerbier qui tente de la réconcilier avec Richelieu, en Angleterre pendant trois ans, puis en Allemagne, auprès de ses filles et de ses gendres où elle tente à nouveau de former une « ligue des gendres » contre la France, sans jamais pouvoir rentrer en France alors que ses partisans sont embastillés, bannis ou condamnés à mort. Réfugiée dans la maison prêtée par son ami Pierre-Paul Rubens à Cologne, elle tombe malade en juin 1642, et meurt d'une crise de pleurésie dans le dénuement le 3 juillet 1642, quelques mois avant Richelieu. Son corps est ramené à Saint-Denis, sans grande cérémonie, le 8 mars 1643, tandis que son cœur est envoyé à La Flèche, conformément au souhait d'Henri IV qui voulait que leurs deux cœurs fussent réunis. Louis XIII meurt le 14 mai suivant.

## Descendance

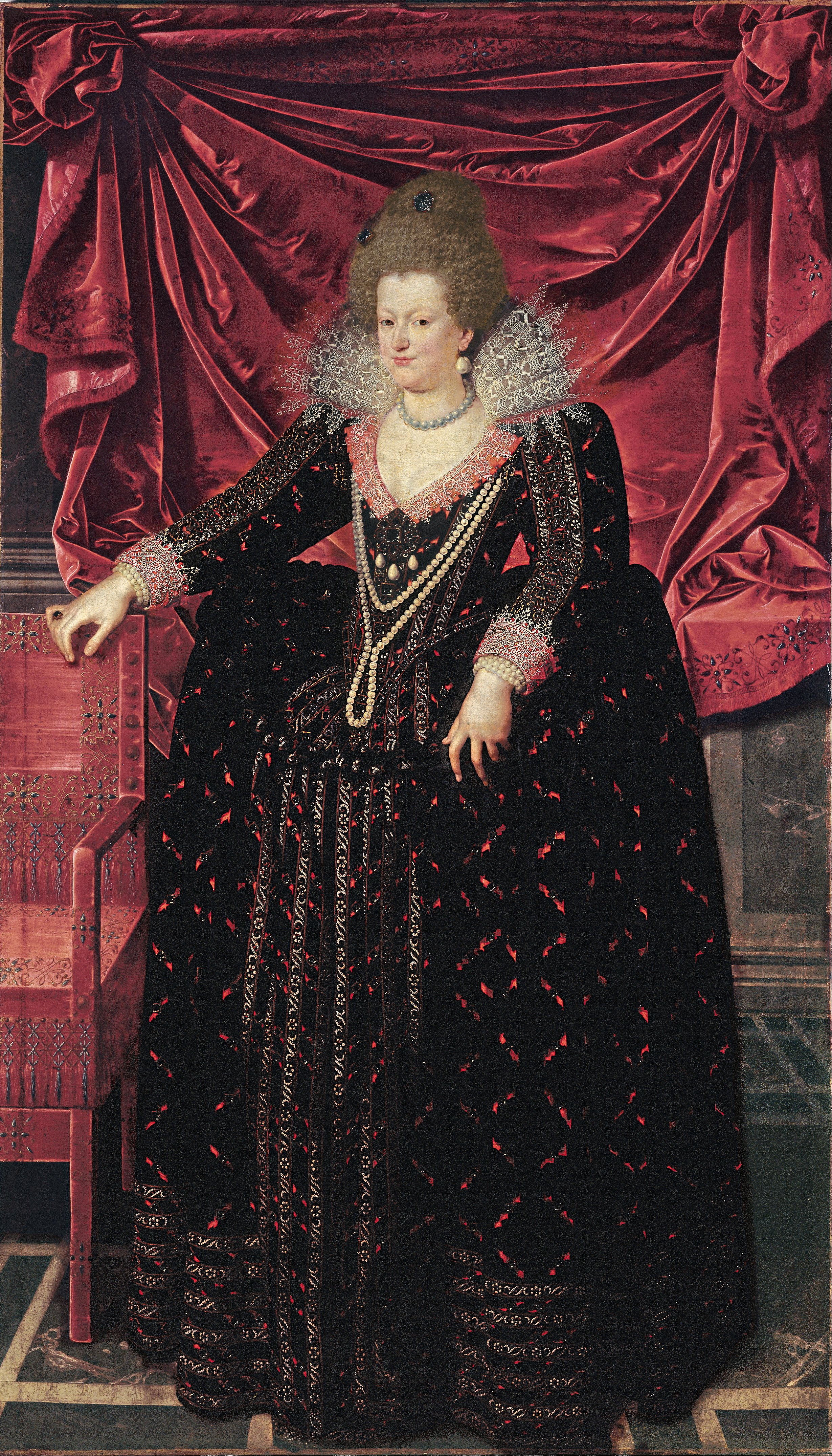
Marie de Médicis, par Frans Pourbus, 1606, musée des beaux-arts de Bilbao.

Même si elle ne s'entendait pas très bien avec son mari, elle lui donne rapidement son premier enfant à vingt-six ans et en aura en tout six en neuf ans :
- Louis XIII (27 septembre 1601 - 14 mai 1643), roi de France de 1610 à 1643, épouse en 1615 Anne d'Autriche, infante d'Espagne (1601-1666) ;
- Élisabeth de France (22 novembre 1602 - 6 octobre 1644), épouse le futur roi d'Espagne Philippe IV (1605-1665), le 25 novembre 1615 à Bordeaux ;
- Christine de France (10 février 1606 - 27 décembre 1663), épouse Victor-Amédée Ier de Savoie (1587-1637) le 10 février 1619 à Paris ;
- Monsieur d’Orléans, à tort prénommé « Nicolas » par certains auteurs, mort avant d'avoir été solennellement baptisé et nommé, titré à sa naissance duc d'Orléans (13 avril 1607 - 17 novembre 1611) ;
- Gaston de France (24 avril 1608 - 2 février 1660), duc d'Anjou puis d'Orléans à la mort de son frère (24 avril 1608 - 2 février 1660), épouse en 1626 Marie de Bourbon-Montpensier (1605-1627) puis en 1632 Marguerite de Lorraine (1615-1672) ;
- Henriette-Marie de France (25 novembre 1609 - 10 septembre 1669), épouse Charles Ier d'Angleterre le 13 juin 1625, à la cathédrale de Cantorbéry.

## Postérité littéraire
Honoré de Balzac porte sur elle un jugement très sévère dans son étude Sur Catherine de Médicis, estimant qu'elle a beaucoup nui :

« Marie de Médicis, dont toutes les actions ont été préjudiciables à la France, échappe à la honte qui devrait couvrir son nom. Marie a dissipé les trésors amassés par Henri IV, elle ne s'est jamais lavée du reproche d'avoir connu l'assassinat du roi, elle a eu pour intime d'Épernon qui n'a point paré le coup de Ravaillac et qui connaissait cet homme de longue main ; elle a forcé son fils de la bannir de France, où elle encourageait les révoltes de son autre fils Gaston ; enfin, la victoire de Richelieu sur elle, à la journée des Dupes, ne fut due qu'à la découverte que le cardinal fit à Louis XIII des documents tenus secrets sur la mort d'Henri IV. »

Michelet a également contribué au dénigrement de Marie de Médicis.

## Cinéma
- 1954 : Dans le film D'Artagnan, chevalier de la reine de Mauro Bolognini et Joseph Lerner, elle est interprétée par Paola Borboni.
- 1960 : Dans le film Le Capitan d'André Hunebelle, elle est interprétée par la comédienne Lise Delamare.
- 1961 : Dans le film Vive Henri IV, vive l'amour, elle est intérprétée par Mélina Mercouri.
- 2023 : Dans les deux longs-métrages Les Trois Mousquetaires : D'Artagnan et Les Trois Mousquetaires : Milady de Martin Bourboulon, elle est interprétée par l'actrice française Dominique Valadié.

## Télévision
- 1983 : Dans le téléfilm Richelieu ou la Journée des dupes de Jean-Dominique de La Rochefoucauld, elle est interprétée par Dominique Blanchar.
- 2018 : L'émission Secrets d'Histoire sur France 2 du 19 juillet 2018, intitulée Marie de Médicis ou l'obsession du pouvoir, lui est consacrée interprétée par l'actrice Jessica Morali[19].
- 2019 : Dans la saison 3 de la série La Guerre des trônes, la véritable histoire de l'Europe, elle est interprétée par l'actrice italienne Valeria Cavalli